# Sproat Narrows
Sproat Narrows är ett sund i Kanada.   Det ligger i provinsen British Columbia, i den sydvästra delen av landet, 3 700 km väster om huvudstaden Ottawa.
I omgivningarna runt Sproat Narrows växer i huvudsak barrskog. Trakten runt Sproat Narrows är nära nog obefolkad, med mindre än två invånare per kvadratkilometer.